# Institut Arqueològic Alemany
L'Institut Arqueològic Alemany (en alemany: Deutsches Archäologisches Institut, DAI) és una de les primeres institucions del món en recerca arqueològica, i una «corporació científica» que depèn del Ministeri d'Afers Exteriors d'Alemanya.
Va ser fundat per Otto Magnus von Stackelberg, Theodor Panofka, i August Kestner el 1829 a Roma amb el nom de l'Instituto di corrispondenza archeologica, i des 1832 va tenir les seves oficines centrals a Berlín, i oficines a moltes altres ciutats: Madrid, Roma, Istanbul, Atenes, El Caire, Damasc, Bagdad, Teheran, Sanà. La seva Comissió Romà-Germana (Römisch-Germanische Kommission), incloïa la biblioteca més gran del món a arqueologia prehistòrica, localitzada a Frankfurt del Main, la seva Comissió d'història de l'antiguitat clàssica en Múnic, i la seva Comissió d'Arqueologia de Cultures No-Europees a Bonn. Des del 2014, Philipp von Rummel n'és el president.

## Seus mundials[3]

### Secció euroasiàtica
Sota la direcció de Svend Hansen, subdireción a càrrec de Mayke Wagner. Berlín.
* Seu de Teheran, Iran, sota la direcció de Barbara Helwing.
* Seu de Peking, Xina, sota la direcció de Mayke Wagner.
* Centre de Recerca en Ulan Bator, Mongòlia.

### Secció oriental
Sota la direcció de Ricardo Eichmann, subdirecció a càrrec de Margarete van Ess. Berlín.
* Seu de Damasc, Síria, sota la direcció de Karin Bartl.
* Seu de Sanà, Iemen, sota la direcció d'Iris Gerlach.
* Seu de Bagdad, Iraq, comissariat sota la direcció de Margarete van Ess.

### Seus europees
* Seu d'Atenes, Grècia, sota la direcció de Wolf-Dietrich Niemeier, subdirecció a càrrec de Reinhard Senff.
* Seu d'Istanbul, Turquia, sota la direcció de Felix Pirson, subdirecció a càrrec de Martin Bachmann.
* Seu del Caire, Egipte, sota la direcció de Stephan Seidlmayer, subdirecció a càrrec de Daniel Polz.
* Seu de Madrid, Espanya, sota la direcció de Dirce Marzoli, subdirecció a càrrec de Thomas G. Schattner. Dona cobertura a Espanya, Portugal, Andorra i el Marroc.
* Centre associat del DAI al IGESPAR de Lisboa. El DAI-Lisboa funcionar independentment des de 1971 fins a 1999 quan la seu va tancar i els seus projectes van ser reabsorbits per la seu de Madrid. Els seus fons bibliotecaris van passar a préstec a l'actual seu.
* Seu de Roma, Itàlia, sota la direcció de Henner von Hesberg, subdirecció a càrrec de Klaus Stefan Freyberger.